# Jordi-Lluís Boquet i Miquel
Jordi-Lluís Boquet i Miquel   (Mataró, 5 de març de 1953) és un expilot de motociclisme, automobilisme i aviació català que destacà en competicions de resistència i ral·lis (motociclistes i aeris), així com en curses de motociclisme de velocitat. Dins el seu palmarès hi destaquen dos campionats d'Espanya de resistència (1974 i 1976), dos campionats d'Espanya de ral·lis (1984 i 1985), tres Challenge BMW (1983-1985) i diversos campionats de Catalunya de ral·lis, tant amb motocicleta com amb avió.
Durant la seva etapa esportiva va ser membre de diverses entitats, inicialment a la ciutat de Mataró amb el Moto Club Mataró, Moto Club Iluro i Escuderia Mataró i més tard a la seva ciutat d'acollida, Premià de Mar, amb l'Escuderia Premià. Després de l'etapa motociclista, va participar activament durant diversos anys en competicions de ral·lis aeris. Actualment és membre de l'Aeroclub Barcelona-Sabadell.

## Carrera esportiva
Tant el seu avi Lluís Boquet i Gurguí (1904-1975) com el seu pare Jordi Boquet i Blanch ja havien participat en proves de velocitat i ral·lis motociclistes i automobilistes durant les dècades de 1930 i 1950. A l'edat de 8 anys el seu pare li va ensenyar a conduir una moto i a partir dels 13 començà a sortir d'excursió per la muntanya els diumenges al matí amb una Montesa Cota 247, juntament amb el pare i una colla d'amics. La primera cursa oficial la va córrer als 16 anys, concretament la Pujada a Sant Feliu de Codines amb una Ducson de 50 cc. Al llarg dels anys, Boquet va participar en aquella cursa en nombroses ocasions.

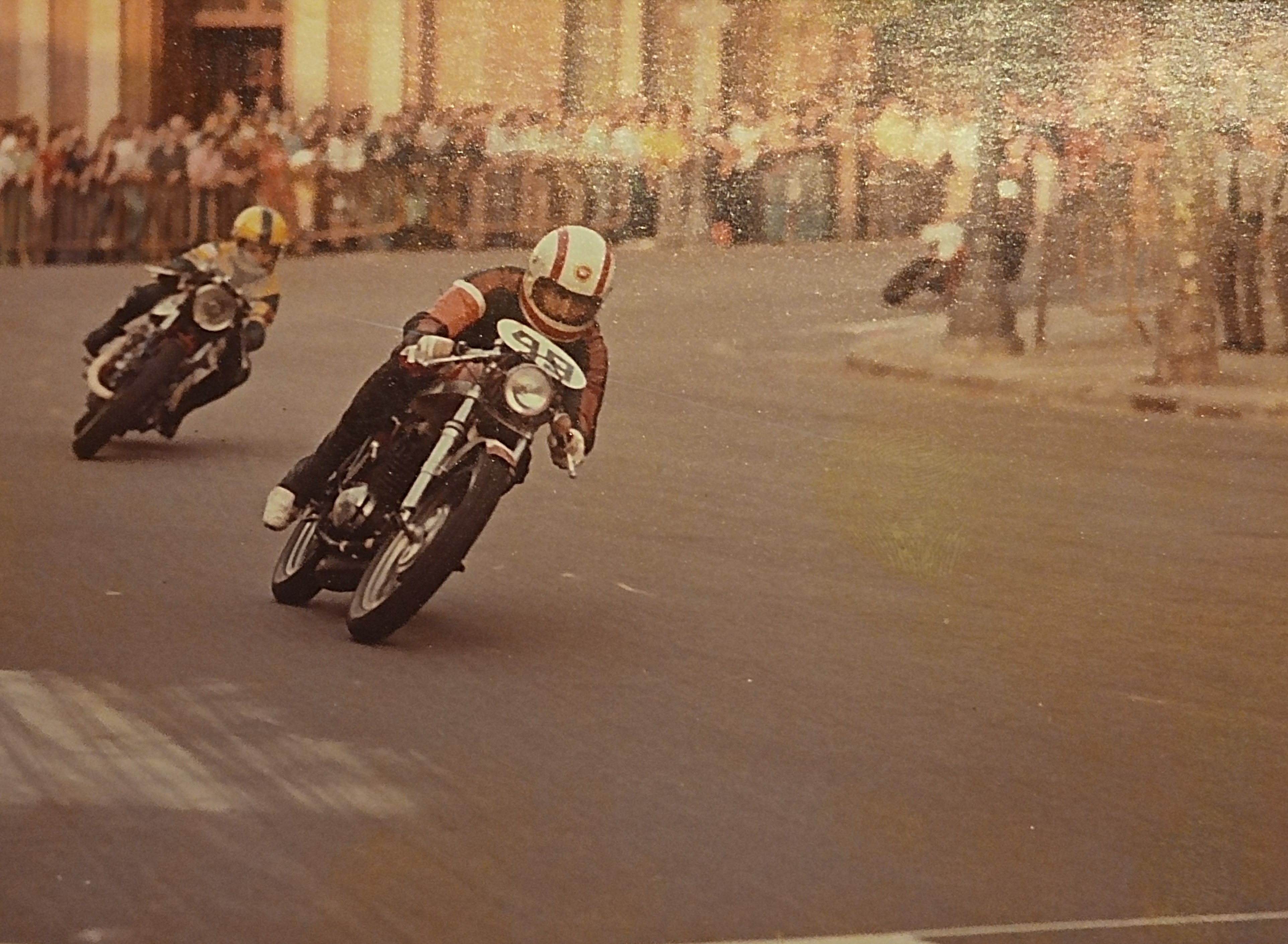
Boquet amb la Montesa Impala 250 a les 24 Hores de Montjuïc de 1974

Formant equip amb Miquel Perejoan va batre el rècord de voltes de la categoria de 250cc de les 24 Hores de Montjuïc l'any 1974 (665 voltes), un rècord que no fou superat en les edicions posteriors fins al tancament del circuit de Montjuïc. Boquet i Perejoan varen ser escollits millors esportistes de Mataró aquell any. Dos anys després, el 1976, formant equip amb Josep Coronilla als comandaments d'una Montesa 250, acabaren dotzens a les 24 Hores de Montjuïc i tornaren a guanyar així el Campionat d'Espanya de resistència.
Boquet va destacar especialment en la modalitat dels ral·lis motociclistes, sovint fent parella amb els seus germans Daniel i Xavier. El 1975, fent equip amb el seu pare, va quedar segon a la Volta a Catalunya del Reial Moto Club de Catalunya. El 1983 va guanyar amb el seu germà Daniel el campionat de Catalunya de ral·lis i el 1984 va revalidar el títol amb el seu germà Xavier, a més de guanyar el campionat d'Espanya i la Challenge BMW. El 1985, tots dos van revalidar aquests títols.
Entre el 1997 i el 2005, Boquet participà en el Campionat de Catalunya de ral·lis aeris i se'n proclamà campió en les edicions del 1999, el 2000 i el 2001, formant parella amb Antonio Imbernón. L'Ajuntament de Sabadell l'anomenà guanyador del premi a la projecció esportiva 2000, corresponent a la modalitat esportiva de vol a motor.

## Palmarès

### Campionat d'Espanya de resistència
| Any  | Motocicleta | Categoria | Parella         | Classificació |
| ---- | ----------- | --------- | --------------- | ------------- |
| 1974 | Montesa     | 250cc     | Miquel Perejoan | 1r            |
| 1975 | Montesa     | 250cc     | Miquel Perejoan | 4t            |
| 1976 | Montesa     | 250cc     | Josep Coronilla | 1r            |
| 1977 | Laverda 750 | +250cc    | Josep Coronilla | 5è            |
| 1978 | Montesa     | 250cc     | Daniel Boquet   | 3r            |
| 1979 | Laverda 500 | +250cc    | Daniel Boquet   | Abandó        |
|      |             |           |                 |               |
| 1981 | BMW 1000    | +250cc    | P. Olivé        | 11è           |

1. ↑  Trofeu Mariano Cugueró de les 24 hores de Montjuïc al primer equip espanyol amb motocicleta nacional. Rècord de voltes a les 24 Hores de Montjuïc en categoria 250cc, amb 665.

### Campionat d'Espanya de ral·lis

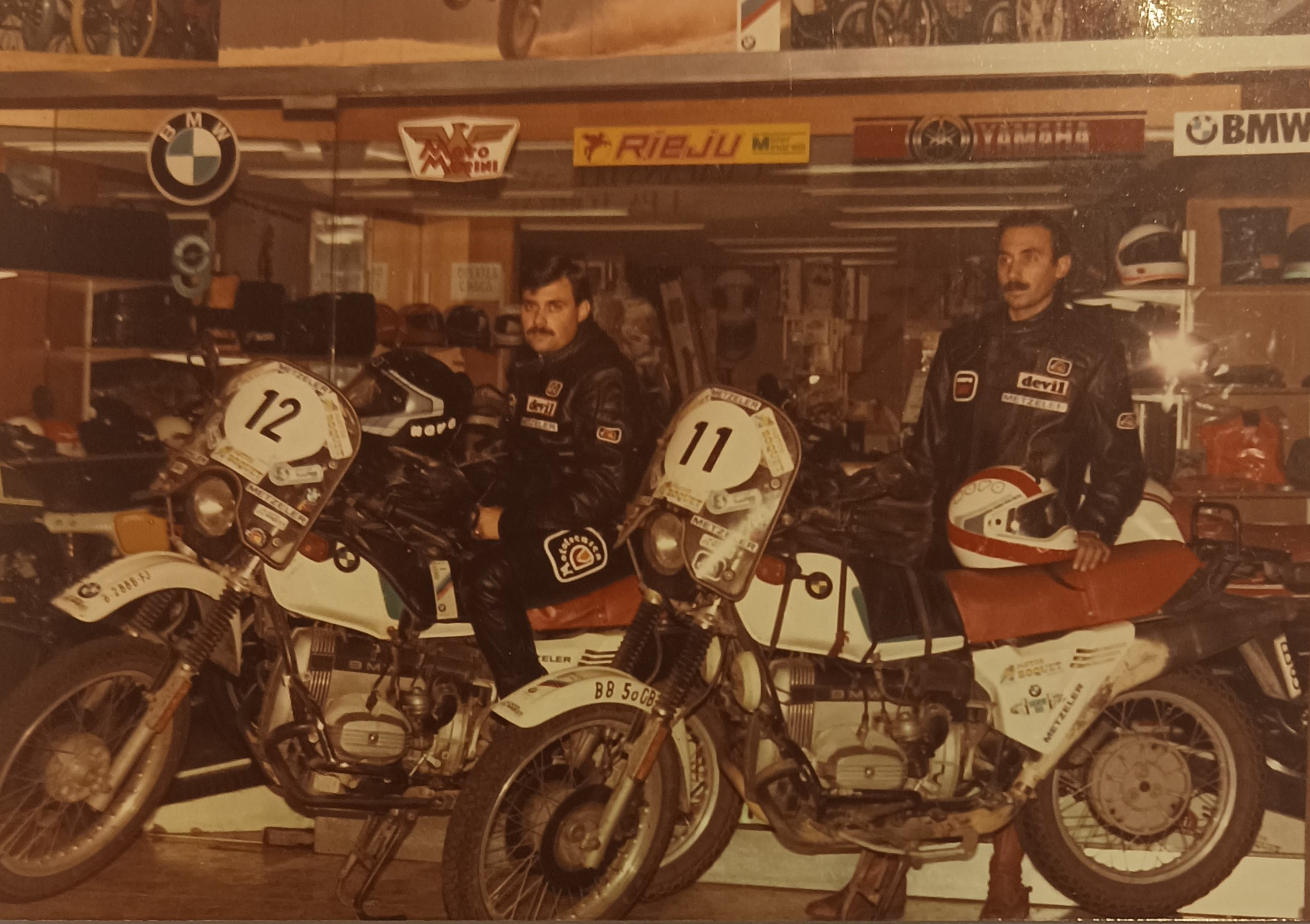
D'esquerra a dreta: Xavier i Jordi-Lluís Boquet amb les seves BMW GS el 1985

| Any  | Motocicleta | Categoria   | Parella       | Classificació |
| ---- | ----------- | ----------- | ------------- | ------------- |
| 1984 | BMW         | fins a 1300 | -             | 1r            |
| 1985 | BMW         | fins a 1300 | Xavier Boquet | 1r            |

1. ↑  L'any 1985 hi va haver Campionat d'Espanya per clubs i el primer classificat va ser el Moto Club Iluro

### Challenge BMW Ral·lis
| Any  | Motocicleta | Parella       | Classificació |
| ---- | ----------- | ------------- | ------------- |
| 1983 | BMW         | -             | 1r            |
| 1984 | BMW         | Xavier Boquet | 1r            |
| 1985 | BMW         | Xavier Boquet | 1r            |

### Campionat de Catalunya de regularitat - ral·li
| Any  | Motocicleta | Categoria | Parella       | Classificació |
| ---- | ----------- | --------- | ------------- | ------------- |
| 1979 | Laverda     | Sènior    | -             | 1r            |
|      |             |           |               |               |
| 1983 | BMW         | Sènior    | Xavier Boquet | 1r            |
| 1984 | BMW         | Sènior    | Xavier Boquet | 1r            |
| 1985 | BMW         | Sènior    | Xavier Boquet | 1r            |

### Campionat provincial de Barcelona de regularitat - ral·li
| Any  | Motocicleta | Categoria | Parella       | Classificació |
| ---- | ----------- | --------- | ------------- | ------------- |
| 1978 | Laverda     | Sènior    | -             | 1r            |
|      |             |           |               |               |
| 1980 | Laverda     | Sènior    | -             | 1r            |
| 1981 | Laverda     | Sènior    | -             | 4t            |
| 1982 | Laverda     | Sènior    | -             | 1r            |
| 1983 | BMW         | Sènior    | Xavier Boquet | 1r            |

### Campionat de Catalunya de ral·lis aeris

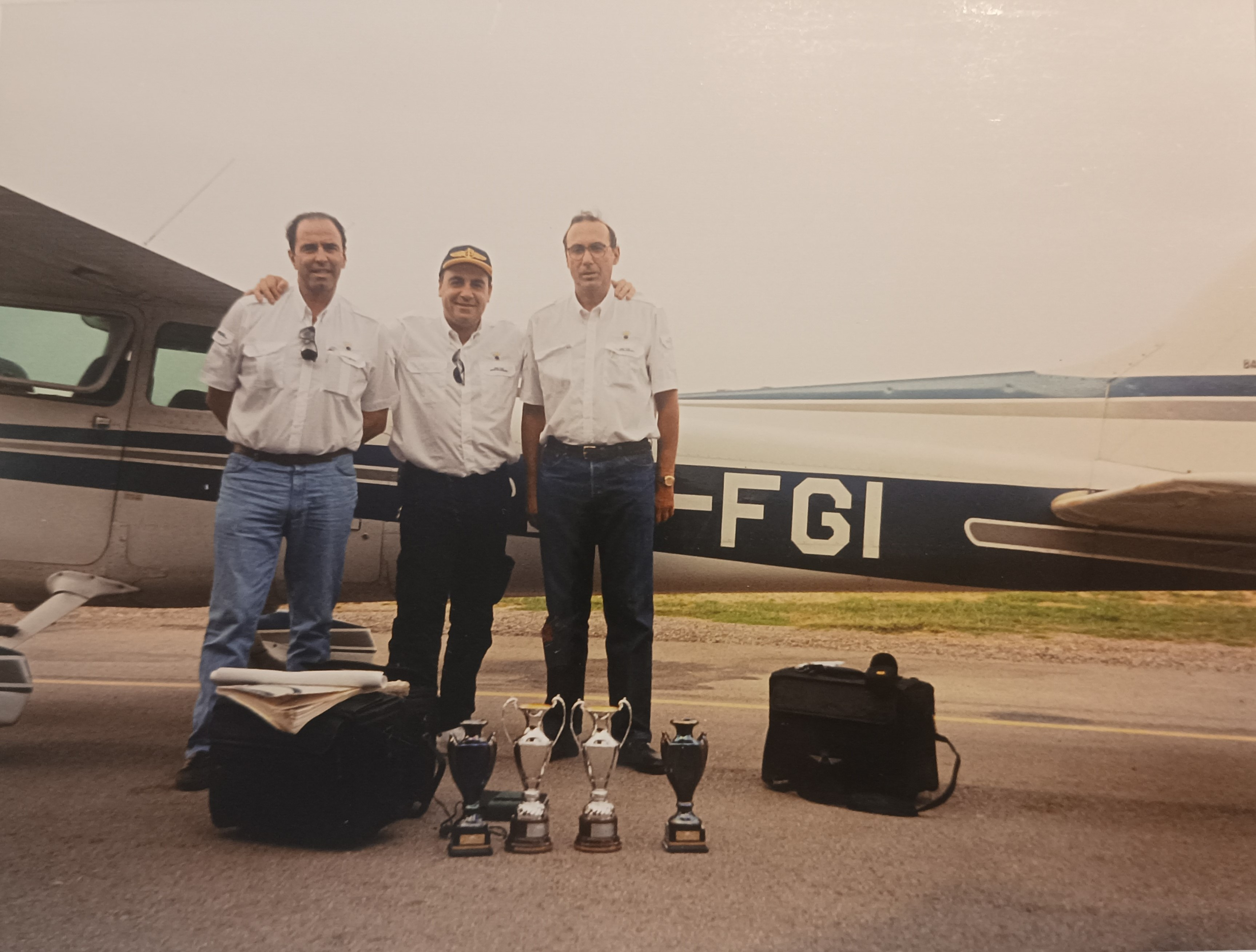
Boquet (primer per la dreta) a Reus el 1999 com a Campió de Catalunya de ral·lis aeris

| Any  | Avió         | Parella          | Classificació |
| ---- | ------------ | ---------------- | ------------- |
| 1999 | Cessna 172 N | Antonio Imbernón | 1r            |
| 2000 | Cessna 172 N | Antonio Imbernón | 1r            |
| 2001 | Cessna 172 N | Antonio Imbernón | 1r            |

## Premis
- 1975: Esportista mataroní de l'any (1974[6][9])
- 2001: Premi a la projecció esportiva a la 48a Festa de l'esport de Sabadell

### Nominacions a Esportista Mataroní de l'any
| Any  | Categoria         | Classificació |
| ---- | ----------------- | ------------- |
| 1972 | Sèniors masculins | 5è            |
|      |                   |               |
| 1974 | Sèniors masculins | 1r            |
|      |                   |               |
| 1976 | Sèniors masculins | 4t            |
|      |                   |               |
| 1978 | Sèniors masculins | 4t            |
|      |                   |               |
| 1983 | Sèniors masculins | 5è            |

## Galeria d'imatges

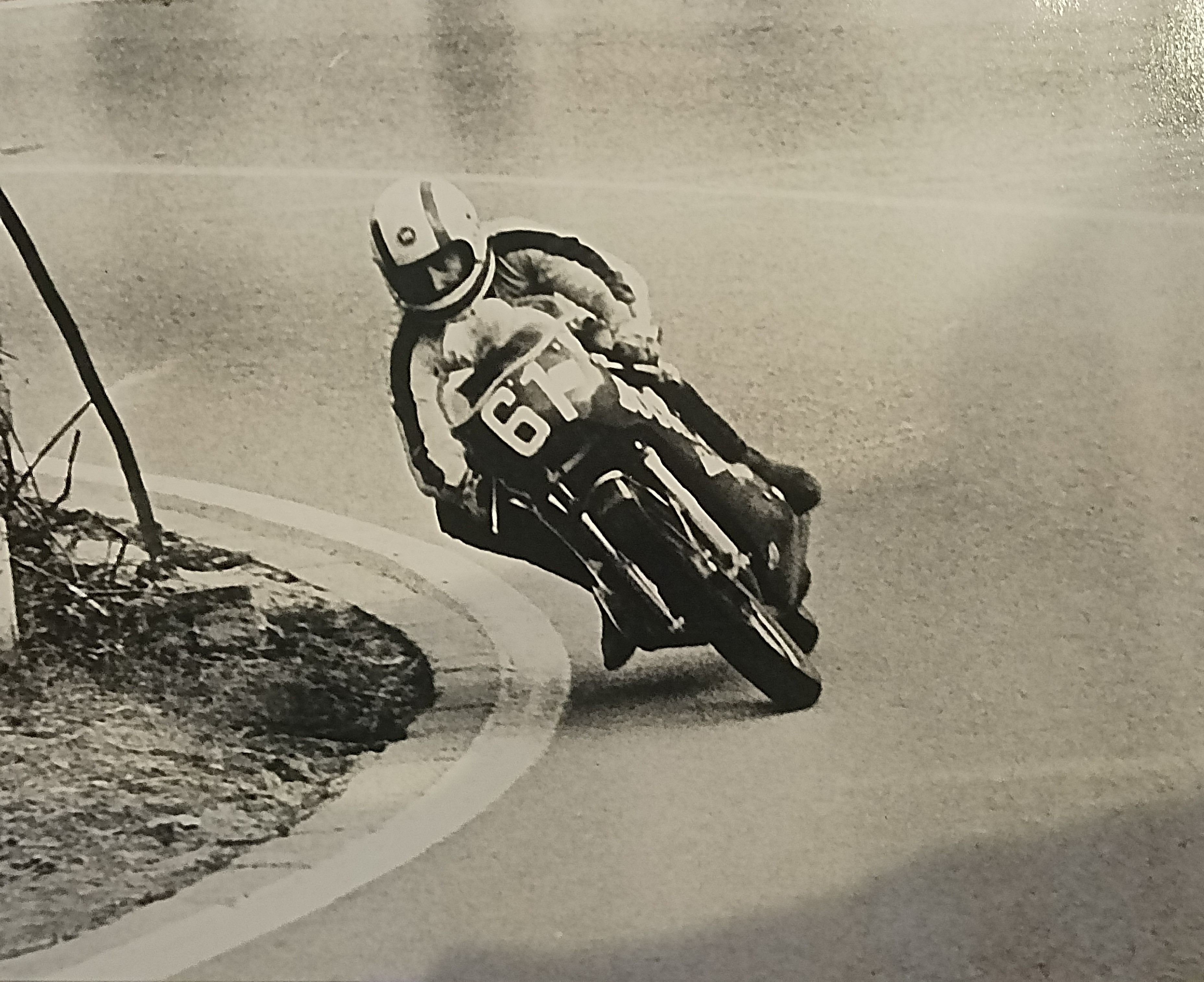
Boquet a la Pujada a la Rabassada de 1974
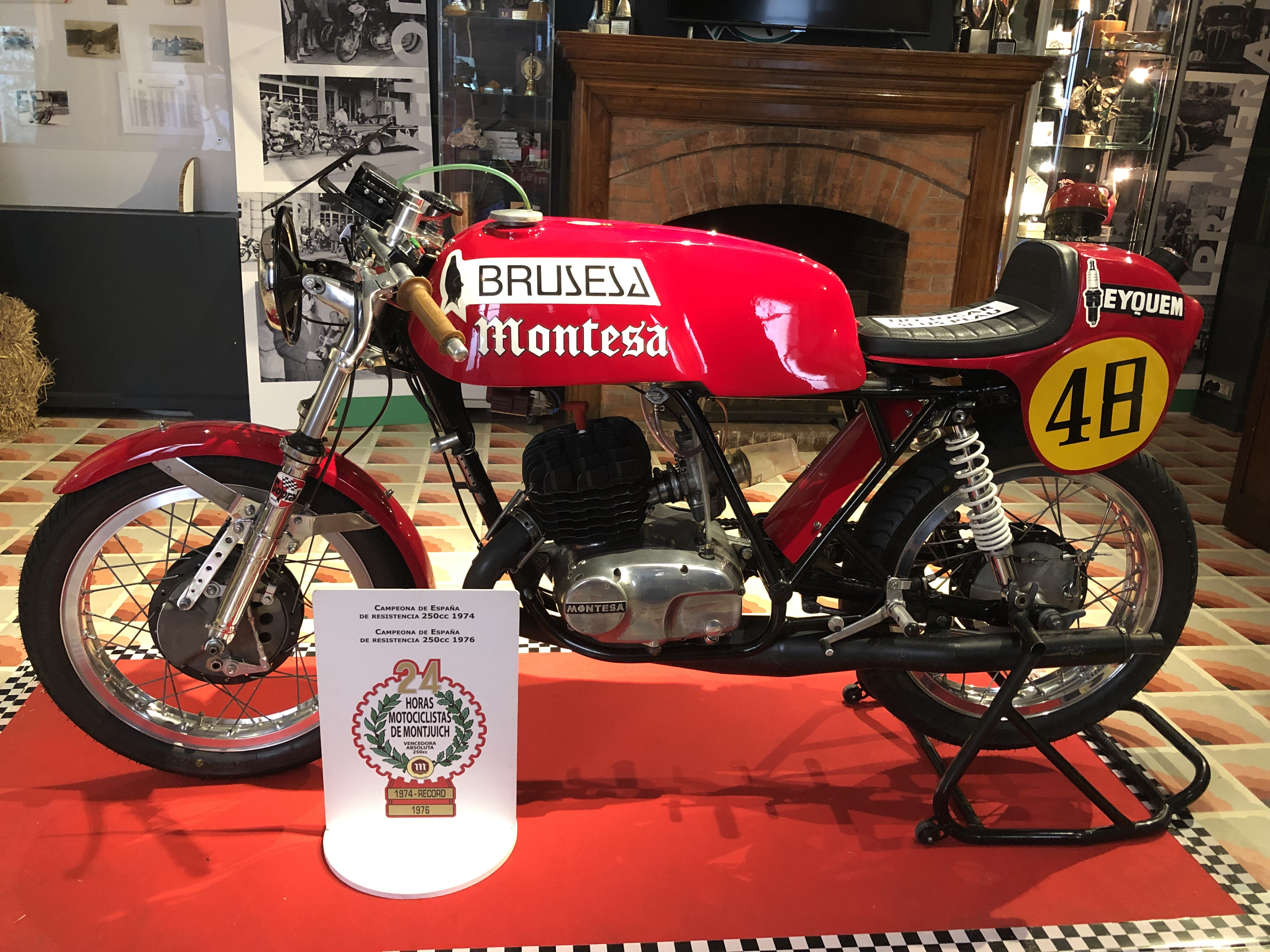
La Montesa 250 que pilotà a les 24H de Montjuïc de 1976
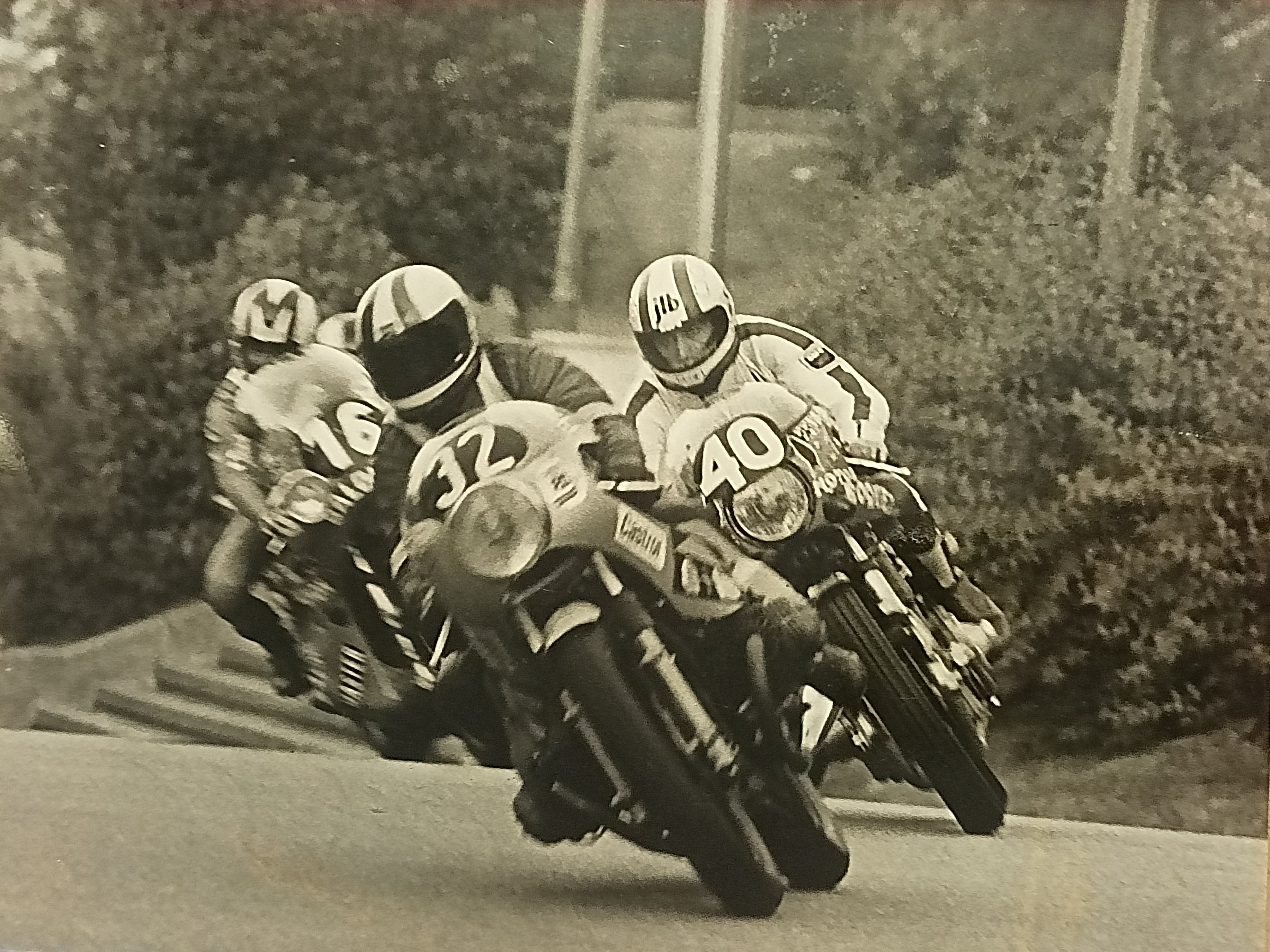
Boquet (40) amb la Laverda 750 a les 24H de Montjuïc de 1977
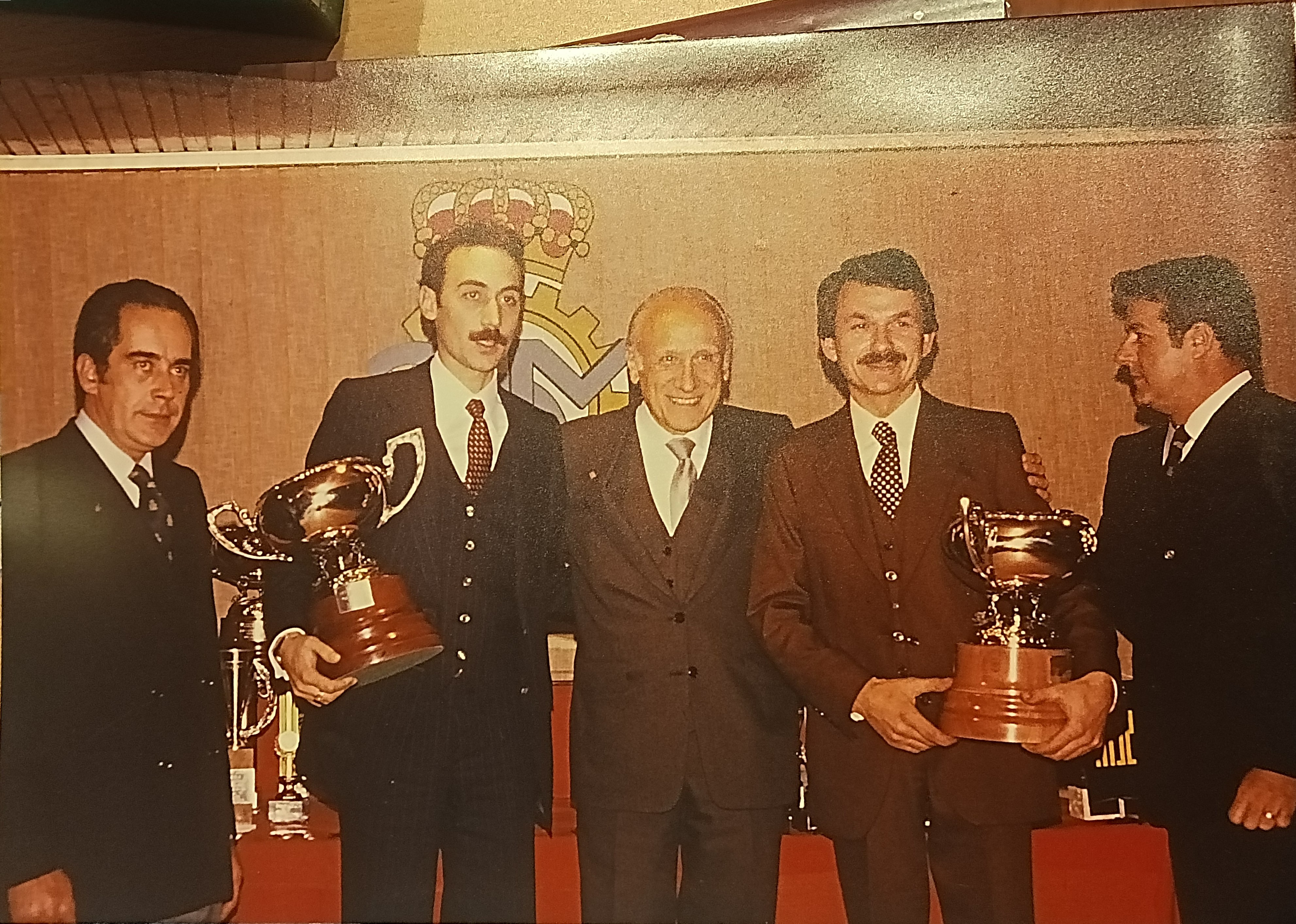
Boquet (segon per l'esquerra) amb Miquel Coll i Alentorn el 1980 en ocasió de la 50a Volta a Catalunya
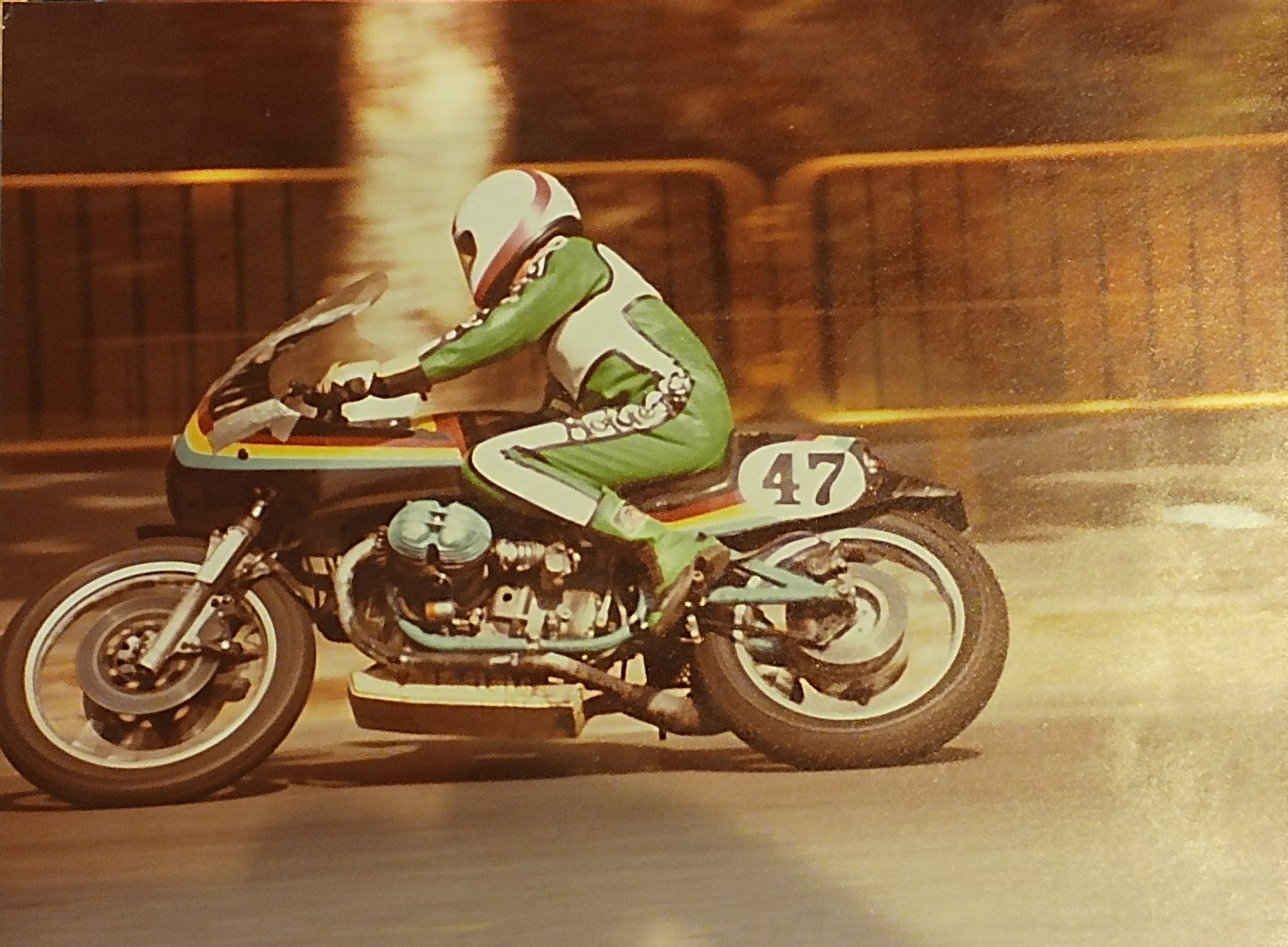
Boquet amb la BMW 1000 a les 24H de Montjuïc de 1981